# Саммит Россия — Африка (2023)
Второй саммит Россия — Африка — переговоры высокого уровня с участием представителей делегаций африканских стран и России, с участием президента России Владимира Путина, прошедшие 27—28 июля 2023 года в Санкт-Петербурге. В центре внимания — война с Украиной и продовольственная безопасность, в качестве основных вопросов для обсуждения назывались также зерновая сделка (после недавнего решения РФ выйти из неё, что обеспокоило многие африканские страны), сотрудничество по мирному атому и в сфере образования.
Первоначально саммит был запланирован на ноябрь 2022 (сперва намечался в Аддис-Абебе (Эфиопия), позднее — в Санкт-Петербурге). Организатором саммита выступил Фонд Росконгресс, площадкой саммита стал центр Экспофорум.
Девиз — «За мир, безопасность и развитие».
Было заявлено, что в дальнейшем Саммит Россия — Африка будет проводиться каждые три года.

## Участники
- страны, представленные их лидерами
- делегации, возглавляемые заместителями первых лиц или министрами

Карта стран-участников саммита Россия-Африка (2023) страны, представленные их лидерами
делегации, возглавляемые заместителями первых лиц или министрами

На мероприятие были приглашены главы всех 54 африканских государств. В итоге на этот саммит, который проходил на фоне российского вторжения в Украину, приехали 17 глав африканских государств (что более чем в два раза меньше, чем на последнем саммите 2019 года), еще ряд стран отправили своих представителей, а некоторые и вовсе проигнорировали. Пресс-секретарь президента РФ Дмитрий Песков заявил, что количество первых лиц сократилось якобы из-за рабочего графика ряда лидеров, а также попыток Запада оказать на них давление.

### Президенты
- Россия — Владимир Путин
- Египет — Абдул-Фаттах Ас-Сиси[9]
- Сенегал — Маки Саль[10]
- ЮАР — Сирил Рамафоса[11]
- Эритрея — Исайяс Афеворки[11]
- Буркина-Фасо — Ибрагим Траоре[11]
- Зимбабве — Эммерсон Мнангагва[11]
- Мали — Ассими Гоита[11]
- ЦАР — Фостен-Арканж Туадера[12]
- Уганда — Йовери Мусевени[13]
- Бурунди — Эварист Ндайишимийе[14]
- Конго — Дени Сассу-Нгессо[15]
- Ливия — Мухаммед аль-Менфи[16] (глава Президентского совета)
- Мозамбик — Филипе Ньюси[17]
- Камерун — Поль Бийя[18]
- Гвинея-Биссау — Умару Сисоку Эмбало[19]
- Коморы — Азали Ассумани[20]

### Премьер-министры
- Алжир — Айман Бенабдеррахман[21]
- Эфиопия — Абий Ахмед Али[22]
- Танзания — Кассим Маджалива[23]
- Марокко — Азиз Аханнуш[24]
- Мавритания — Мохаммед Ульд Билал[25]

### Прочие
Ряд африканских стран прислали на саммит менее представительные делегации, возглавляемые заместителями глав государств или министрами — таковы Ангола, Бенин, Габон, Гамбия, Гана, Гвинея, Джибути, Замбия, Демократическая Республика Конго, Кот-д’Ивуар, Мадагаскар, Малави, Намибия, Нигерия, Руанда, Сейшелы, Сомали, Судан, Южный Судан, Того, Тунис, Чад, Экваториальная Гвинея, Эсватини.
Обозреватели также обращают внимание на те африканские страны, которые предпочли проигнорировать саммит — это Кения, Либерия, Лесото, Сьерра-Леоне, Маврикий, Кабо-Верде, Нигер, Сан-Томе и Принсипи и Ботсвана.

## Факты

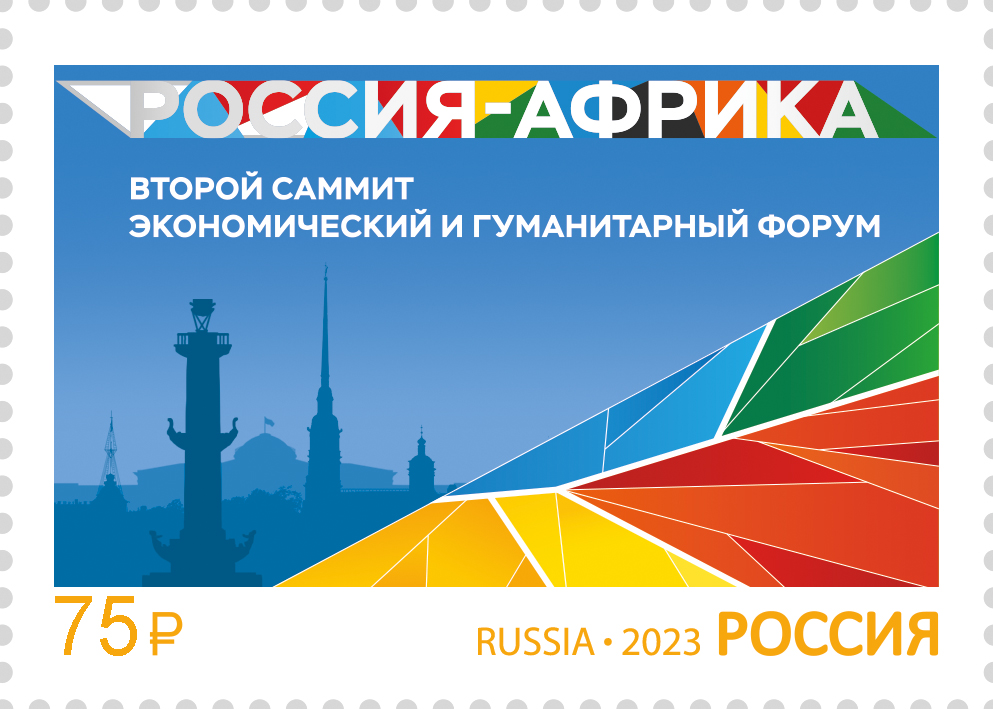
Почтовая марка России, 2023 год

Первый подобный саммит состоялся 24 октября 2019 года в Сочи, под девизом «За мир, безопасность и развитие». Тогда в мероприятии приняли участие официальные представители всех 54 стран Африки, 45 из которых были представлены главами государств и правительств.
На саммите был замечен глава ЧВК «Вагнер» Евгений Пригожин, который провёл встречу с представителями ЦАР (где присутствует ЧВК «Вагнер»). По информации издания «Коммерсантъ», эта встреча прошла кулуарно в отеле «Трезини», где остановились делегаты саммита.
Пять африканских лидеров попросили Путина возобновить зерновую сделку, и ни один не поддержал отказ от неё.
Президент ЮАР Сирил Рамафоса отметил, что мирный план по российско-украинской войне, предложенный странами Африки, нужно рассматривать как дополнительный вариант к инициативам других стран. На встрече он также заявил, что уважает безвозмездные поставки российского зерна в нуждающиеся страны Африки, но лидеры приехали на саммит не для этого: «И мы сюда пришли не для того, чтобы просить о каких-то дарах. <…> Мы, конечно, понимаем, что вы из щедрости решили безвозмездно предоставить зерно некоторым африканским странам, которые сталкиваются с определёнными сложностями, мы с большим уважением к этому относимся, отмечаем это, однако это не наша основная цель здесь. Это не главная наша задача, чтобы добиться каких-то поставок такого характера».

## Итоги
Результатом саммита стало принятие четырех деклараций, среди которых: о сотрудничестве в сфере информационной безопасности и укреплении взаимодействия в области борьбы с терроризмом; предотвращении гонки вооружений в космосе. Для реализации решений саммита  был выработан  план действий Форума партнерства Россия - Африка, а также подписаны меморандумы о взаимопонимании с Межправительственной организацией по развитию и Экономическим сообществом государств Центральной Африки.
Во время проведения саммита состоялось 59 панельных сессий с участием 457 спикеров по четырем основным направлениям, среди которых  — «Экономика нового мира» и «Гуманитарная и социальная сфера: вместе к новому качеству жизни». Подписано 161 соглашение, большая часть из которых в международной сфере, а также в науке и образовании. 

## Оценки
Ряд обозревателей отметило, что Кремль с помощью саммита пытается добиться расположения африканских лидеров, ищущих экономической помощи, и распространить влияние России в Африке. Научный сотрудник Российского Евразийского Центра Карнеги в Берлине Александра Прокопенко заявила, что у России нет чёткой стратегии в отношении африканского континента.
По мнению Meduza, ранее, в более благополучные для России времена, саммит задумывался как один из инструментов продвижения интересов РФ в Африке. Несколько лет назад Россия имела в Африке личные и экономические связи, не испорченный вторжением в Украину международный образ, опыт в сферах безопасности, охраны здоровья и образования, после же начала полномасштабной войны экономика России сократилась и осталось мало ресурсов для Африки. Тем не менее, саммит является возможностью для президента РФ высказать свои мысли перед иностранцами.